# Xã Le Sieur, Quận New Madrid, Missouri
Xã Le Sieur (tiếng Anh: Le Sieur Township) là một xã thuộc quận New Madrid, tiểu bang Missouri, Hoa Kỳ. Năm 2010, dân số của xã này là 585 người.